# Udarnoje (Kaliningrad)
Udarnoje (russisch Ударное, ehemals deutsch Ackmenischken, Kirchspiel Aulowönen, 1938 bis 1945 Steinacker) ist eine Siedlung in der russischen Oblast Kaliningrad. Sie gehört zur kommunalen Selbstverwaltungseinheit Stadtkreis Tschernjachowsk im Rajon Tschernjachowsk.
Im ehemaligen Kreis Insterburg gab es noch einen weiteren Ort namens Ackmenischken (1938 bis 1945 Sittenfelde), der zum Kirchspiel Obehlischken gehörte. Er erhielt nach 1945 keinen neuen russischen Namen und ist verlassen.

## Name
Der Name Ackmenischken beschreibt steiniges Gelände. Er leitet sich von prußisch akmenis für Stein, Felsen, Gestein, Brocken bzw. von nehrungskurisch akmins für Stein ab.

## Geographische Lage
Udarnoje liegt etwa 22 Kilometer nördlich der Stadt Tschernjachowsk (Insterburg) und ist von Kalinowka (Aulowönen/Aulenbach) über eine Nebenstraße zu erreichen. Bis 1945 war Eichhorn (heute russisch: Jablotschnoje) die nächste Bahnstation an der nicht mehr vorhandenen Bahnstrecke Insterburg–Groß Skaisgirren der Insterburger Kleinbahnen.

## Geschichte
Das Dorf Ackmenischken gehörte zum Kirchspiel Aulowönen (ab 1938 Aulenbach, heute: Kalinowka). Seit dem 11. März 1874 gehörte es als Landgemeinde zum Amtsbezirk Keppurlauken (heute nicht mehr existent). Am 12. Januar 1914 wurde das etwa zwei Kilometer südlich gelegene Warglauken (nicht mehr existent) nach Ackmenischken eingemeindet. Am 3. Juni (bestätigt am 16. Juli) 1938 wurde die Gemeinde Ackmenischken im Zuge der nationalsozialistischen Namensreform in Ostpreußen in Steinacker umbenannt.
In Folge des Zweiten Weltkriegs kam das Dorf 1945 zur Sowjetunion. Von Vertriebenen wurde berichtet, dass in Steinacker eine Kolchose eingerichtet wurde, in der zunächst noch 86 Deutsche lebten, von denen bis zur Vertreibung der verbliebenen 36 verhungerten.
1947 erhielt der Ort den russischen Namen „Udarnoje“ und wurde gleichzeitig dem Dorfsowjet Kalinowski selski Sowet im Rajon Bolschakowo zugeordnet. Später gelangte der Ort mit dem Dorfsowjet in den Rajon Tschernjachowsk. Von 2008 bis 2015 gehörte Udarnoje zur Landgemeinde Kaluschskoje selskoje posselenije und seither zum Stadtkreis Tschernjachowsk.

### Bewohner 1939
- 20 Haushalte
- 129 Einwohner (davon 61 männlich)
- 108 Personen waren in der Land- und Forstwirtschaft tätig
- 5 Beamte oder Angestellte

### Landwirtschaftliche Betriebe vor 1945
- 3 zwischen 0,5 und 5 Hektar
- 2 zwischen 5 und 10 Hektar
- 3 zwischen 20 und 100 Hektar
- 1 über 100 Hektar